# Baltimore Colts 1973
La stagione 1973 dei Baltimore Colts è stata la 21ª della franchigia nella National Football League. La squadra assunse come nuovo capo-allenatore Howard Schnellenberger, ex coordinatore offensivo dei Miami Dolphins nella loro stagione da imbattuti del 1972. I Colts terminarono con un record di 4-10 al quarto posto della division in quella che fu la prima stagione dal 1955 senza Johnny Unitas nel roster. Come suo sostituto la squadra scelse il quarterback Bert Jones come secondo assoluto nel Draft NFL 1973.

## Roster
| Roster dei Baltimore Colts nel 1973 |
| --- |
| Quarterback - 14 Marty Domres - 7 Bert Jones - 9 Tom Pierantozzi Running Back - 23 Don McCauley - 26 Lydell Mitchell - 38 Bill Olds Wide Receiver - 35 Glenn Doughty - 17 Sam Havrilak - 80 Ollie Smith - 28 Cotton Speyrer Tight End - 88 John Andrews - 87 Raymond Chester - 84 Tom Mitchell Offensive Linemen - 66 Elmer Collett G - 74 Tom Drougas T - 61 Cornelius Johnson G - 57 Ken Mendenhall C - 68 Dennis Nelson T - 62 Glenn Ressler G - 64 David Taylor T Defensive Linemen - 79 Jim Bailey DT - 63 Mike Barnes DT - 76 Joe Ehrmann DT - 85 Roy Hilton DE - 75 Joe Schmiesing DE - 65 Bill Windauer DT Linebacker - 32 Mike Curtis - 83 Ted Hendricks - 54 Fred Hoaglin - 52 Michael Kaczmarek - 58 Ed Mooney - 53 Stan White Defensive Back - 44 Rex Kern CB - 40 Bruce Laird SS - 11 Jack Mildren SS - 31 Nelson Munsey CB - 25 Ray Oldham SS - 21 Rick Volk S Special Team - 10 George Huntl K - 49 David Lee P                                                           |
| Legenda - I rookie sono in corsivo. - Il primo ruolo è il principale mentre gli eventuali successivi indicano i ruoli secondari. - (IR) sta per Injured Reserve ed indica la lista ristretta per un solo giocatore infortunato che può tornare ad allenarsi dopo la settimana 6 e a rientrare in prima squadra dopo che questa ha giocato 8 partite. - (NF-Inj.) / (NF-Ill.) stanno rispettivamente per Non-Football Injured e Non-Football Illness ed indicano le liste dove viene inserito un giocatore che ha un infortunio o una malattia non dipendente dal football americano. - (PUP) sta per Physically Unable to Perform ed indica la lista dove viene inserito un giocatore mentre è in attesa di recuperare la condizione fisica. Nella stagione regolare dopo la sesta partita giocata dalla propria squadra, il giocatore ha tempo tre settimane per riprendere ad allenarsi, più tre settimane aggiuntive dal suo rientro agli allenamenti per rientrare in prima squadra. |

## Calendario
| Stagione regolare |              |                         |           |        |                             |          |
| Turno             | Data         | Avversario              | Risultato | Record | Stadio                      | Pubblico |
| 1                 | 16 settembre | at Cleveland Browns     | S 14–24   | 0–1    | Cleveland Municipal Stadium | 74,303   |
| 2                 | 23 settembre | New York Jets           | S 10–34   | 0–2    | Memorial Stadium            | 55,942   |
| 3                 | 30 settembre | New Orleans Saints      | V 14–10   | 1–2    | Memorial Stadium            | 52,293   |
| 4                 | 7 ottobre    | at New England Patriots | S 16–24   | 1–3    | Schaefer Stadium            | 57,044   |
| 5                 | 14 ottobre   | at Buffalo Bills        | S 13–31   | 1–4    | Rich Stadium                | 78,875   |
| 6                 | 21 ottobre   | at Detroit Lions        | V 29–27   | 2–4    | Tiger Stadium               | 48,058   |
| 7                 | 28 ottobre   | Oakland Raiders         | S 21–34   | 2–5    | Memorial Stadium            | 59,008   |
| 8                 | 4 novembre   | Houston Oilers          | S 27–31   | 2–6    | Memorial Stadium            | 52,707   |
| 9                 | 11 novembre  | at Miami Dolphins       | S 0–44    | 2–7    | Miami Orange Bowl           | 60,332   |
| 10                | 18 novembre  | at Washington Redskins  | S 14–22   | 2–8    | RFK Stadium                 | 52,675   |
| 11                | 25 novembre  | Buffalo Bills           | S 17–24   | 2–9    | Memorial Stadium            | 52,250   |
| 12                | 2 dicembre   | at New York Jets        | S 17–20   | 2–10   | Shea Stadium                | 51,167   |
| 13                | 9 dicembre   | Miami Dolphins          | V 16–3    | 3–10   | Memorial Stadium            | 58,446   |
| 14                | 16 dicembre  | New England Patriots    | V 18–13   | 4–10   | Memorial Stadium            | 52,065   |

Nota: gli avversari della propria division sono in grassetto.

## Classifiche
| AFC East             |    |    |   |      |      |     |     |     |     |
|                      | V  | S  | P | %    | CONF | DIV | PF  | PS  | STR |
| Miami Dolphins       | 12 | 2  | 0 | .857 | 7–1  | 9–2 | 343 | 150 | V1  |
| Buffalo Bills        | 9  | 5  | 0 | .643 | 6–2  | 7–4 | 259 | 230 | V4  |
| New England Patriots | 5  | 9  | 0 | .357 | 1–7  | 3–8 | 258 | 300 | S2  |
| New York Jets        | 4  | 10 | 0 | .286 | 4–4  | 4–7 | 240 | 306 | S2  |
| Baltimore Colts      | 4  | 10 | 0 | .286 | 2–6  | 2–9 | 226 | 341 | V2  |